# Posesie demonică
Posesia demonică (sau posedarea demonică) este, în mai multe sisteme de credință, fenomenul de posedare a unei persoane de către o ființă supranaturală malefică (sau demon). Descrieri ale posesiunilor demonice includ adesea amintiri șterse sau personalități, convulsii, „crize” și leșin ca și cum persoana ar fi pe moarte. Alte descrieri includ accesul la cunoștințe ascunse (gnoza) și limbi străine (xenoglosia), schimbări drastice în intonația vocală și a structurii faciale, apariția bruscă de leziuni (zgârieturi, urme de mușcături etc.), și putere supraomenească. Spre deosebire de mediumi, subiectul nu are nici un control asupra entității care îl posedă și astfel va persista până când va fi forțat să părăsească victima, de obicei printr-o formă de exorcism. Forțele malefice exercită astfel o acțiune prin care atacă practic liberul-arbitru al ființei posedate, anihilându-i propria voință.
Multe culturi și religii conțin conceptul de posedare demonică, dar detaliile variază considerabil. Cele mai vechi referințe la posedare demonică sunt de la sumerieni, care credeau că toate bolile din corp și minte au fost cauzate de „demoni de boală” numiți gidim sau gid-dim. Preoții care au practicat ritualuri de exorcizare din aceste țări au fost numiți ashipu (vrăjitor), spre deosebire de asu (medic) care aplicau pansamente și unguente. Multe tablete cu scriere cuneiformă conțin rugăciuni pentru anumiți zei, solicitându-li-se protecție de demoni, în timp ce alții cer zeilor să expulzeze demonii care au invadat trupurile lor.
Culturile șamanice cred, de asemenea, în posesia demonică iar șamanii efectuează exorcisme. În aceste culturi, bolile sunt adesea atribuite prezenței unui spirit răzbunător (sau demon, vag numit) în corpul pacientului. Aceste spirite sunt mai des spectre de animale sau oameni nedreptățiți de către „posedat”, riturile de exorcizare, de obicei având ca format oferte de respect sau oferte de sacrificiu.
Creștinismul susține că posesia derivă de la Diavol (sau Satan), sau unul din demonii săi. În multe sisteme de credință creștine, Satan și demonii lui sunt de fapt îngeri căzuți.

## Trimiteri biblice
În conformitate cu Enciclopedia catolică:
„În Vechiul Testament avem doar un singur exemplu, și chiar că nu este foarte sigur. Ni se spune că „... un duh rău care venea de la Domnul” (1 Samuel 16:14). Cu toate acestea, în timpul Noului Testament fenomenul a devenit foarte frecvent."
Noul Testament menționează mai multe episoade în care Iisus a izgonit demoni din persoane.
- Matei 4:23-25 Persoane posedate de demoni sunt vindecate de Iisus (vezi și Luca 6:17-19).
- Matei 7:21-23 Mulți vor alunga demoni în numele lui Iisus.
- Matei 8:14-17 Iisus a vindecat mulți posedați de demoni.
- Matei 8:28-34 Iisus a trimis o turmă de demoni de la doi oameni într-o turmă de porci.
- Matei 9:32-34 Iisus a făcut un om mut posedat de demoni, să vorbească, fariseii au spus că a făcut asta prin puterea lui Belzebut.
- Matei 10:1-8 Celor Doisprezece Apostoli Iisus le dă autoritatea de a alunga duhurile rele.
- Matei 11:16-19 „această generație”, a spus că Ioan Botezătorul a fost posedat de un demon.
- Matei 12:22-32 Iisus a vindecat un om orb și un mut posedat de demoni.
- Matei 12:43-45 Iisus a spus o alegorie a spiritelor neplăcute care se întorc „acasă”, care este de fapt corpul uman în cazul în care au trăit înainte în acesta.
- Matei 15:21-28 Iisus a expulzat un demon din trupul fiicei unei femei canaanite.
- Matei 17:14-21 Iisus a vindecat un băiat de sub conducerea unui demon.
- Marcu 1:21-28 Iisus a expulzat un duh necurat dintr-un om, în sinagogă.
- Marcu 9:38-40 Un necreștin este văzut scoțând draci în numele lui Iisus.
- Marcu 16:9 Iisus a scos șapte demoni din Maria Magdalena.
- Luca 7:21 Mulți oameni sunt curățiți de spiritele rele de către Iisus.
- Luca 13:10-17 Iisus a expulzat un spirit de boală din organismul unei femei în ziua de Sabat.
- Luca 13:31-32 Iisus a continuat să alunge demonii, chiar dacă Irod Antipa a vrut să-l omoare.
- Luca 22:3 Satan a intrat în Iuda Iscarioteanul.
- Ioan 7:20 O „mulțime de evrei”, care a vrut să-l omoare pe Iisus, a spus este posedat de demon.
- Ioan 8:48-52 „Evreii” au spus că Iisus a fost un samaritean posedat de demoni.
- Ioan 10:20-21 Mulți evrei au spus Iisus a fost nebun și posedat de demoni, alții au spus că nu a fost.
- Faptele Apostolilor 5:3 Satan a umplut inima lui Anania.
- Faptele Apostolilor 5:16 Apostolii au vindecat pe cei chinuiți de duhuri rele.
- Faptele Apostolilor 8:6-8 La învățătura lui Filip Evanghelistul, în Samaria, spiritele rele au ieșit din multe persoane.
- Faptele Apostolilor 10:38 Petru zice că Iisus a vindecat pe toți cei care se aflau sub puterea diavolului.
- Faptele Apostolilor 16:16-24 Pavel și Sila au fost întemnițați pentru înlăturarea unui spirit de ghicit viitorul, scos dintr-o sclavă.
- Faptele Apostolilor 19:11-12 Basmale și șorțuri atinse de Pavel vindecau boala și alungau duhurile rele.
- Faptele Apostolilor 19:13-20 Șapte fii ai lui Sceva au încercat să alunge spiritele rele prin a spune: „Vă jur pe Iisus, pe care-L propovăduiește Pavel, să ieșiți afară!” Dar, pentru că nu au avut credință în Iisus, ei nu au avut succes și au fost în final posedați de aceste duhuri.
- Apocalipsa 18:2 Curva din Babilon este o casă de demoni, spirite rele și păsări necurate.

Lucrarea din 1902 Posedarea demonică în Noul Testament a Rev. William Menzies Alexander a încercat să explice cazurile de posesie în Evangheliile sinoptice, subliniind aspectele istorice, medicale și teologice.

## În creștinism
Mai multe informații: Exorcism
Biserica Ortodoxă este ambiguă atunci când se pune problema posedării, însă Biserica Catolică recunoaște existența acestui fenomen, drept pentru care are preoți pregătiți și ritualuri specifice de eliberare de sub imperiul posedării. În spațiul românesc, existența fenomenului este recunoscută indirect prin sărbătoarea Sf. Vasile la 1 ianuarie, când, în toate bisericile ortodoxe din România, are loc o slujbă specifică - un ritual de exorcizare, valabil cel puțin pentru cei prezenți la slujbă. Astfel, pentru cazuri particulare există numai anumiți prelați, de regulă în mânăstiri, care acceptă să facă o slujbă de acest fel. O asemenea slujbă se bazează tot pe moștenirea rămasă de la Sf. Vasile cel Mare.
Exorciștii catolici fac diferența între activitate „obișnuită” demonică (satanică) sau influență satanică (ispitele lumești de zi cu zi) sau activitatea demonică „extraordinară”, care poate lua șase forme diferite, variind de la un control complet de către Satana sau de un demon până la posesia voluntară:
1. Posesia, în care Satan sau un demon ia în stăpânire deplină corpul unei persoane fără știrea sau consimțământul ei, astfel încât, victima este din punct de vedere moral fără prihană.
2. Obsesia, care include atacuri bruște de gânduri obsesive iraționale, de obicei, culminând cu idei suicidare, și de obicei influențează visele.
3. Opresiunea, în care nu există nici o pierdere de conștiință sau acțiuni involuntare, cum ar fi în Cartea lui Iov în care Iov a fost chinuit de o serie de nenorociri în afaceri, familie și sănătate.
4. Durere fizică externă cauzată de Satan sau de unul sau mai mulți demoni.
5. Infestare, posedări demonice care afectează case, lucruri/obiecte sau animale.
6. Subjugare, în care o persoană se subjugă în mod voluntar lui Satan sau unui demon.

În cartea Hostage to the Devil (Ostatic Diavolului), Malachi Martin menționează, de asemenea, un tip de atac demonic numit „familiarizare”. El scrie: „Spiritul prin "familiarizare" caută să "vină și să trăiască" cu subiectul. Dacă este acceptat, spiritul devine companionul constant și prezent continuu al posedatului.”
Adevărata posesie demonică sau satanică a fost caracterizată încă din Evul Mediu, în Rituale Romanum (Ritualul Roman) de următoarele patru caracteristici tipice:
1. Manifestarea unei puteri supraomenești.
2. Vorbirea în limbi sau limbi care victima nu le poate ști.
3. Revelarea unor cunoștințe, la distanță sau ascunse, pe care victima nu poate ști în mod firesc.
4. Furie blasfemitoare și o aversiune față de simboluri sfinte sau relicve.

## Medicină și psihologie
Posedarea demonică nu este recunoscută ca un diagnostic psihiatric sau medical în Manualul de Diagnostic și Statistică al Tulburărilor Mentale sau de către Clasificarea Statistică Internațională a Bolilor și a problemelor legate de sănătate, revizia a 10-a, capitolul 5: Tulburări mentale și de comportament (ICD-10 C5). În caz de tulburare disociativă de identitate, în care personalitatea este pusă la îndoială cu privire la identitatea sa, 29% din cazuri sunt raportate ca auto-identificându-se ca demoninizări.

## Cazuri notabile
- Anneliese Michel
- Exorcizarea de la Mănăstirea Sfânta Treime din Tanacu

## În ficțiune
Filmul din 1973, Exorcistul, este bazat pe cartea cu același nume și descrie un caz fictiv de posedare demonică, vag inspirat de cazul lui Robbie Mannheim.
Posedarea demonică este o temă comună în serialul de televiziune american Supernatural, care a fost difuzat pentru prima oară în anul 2005.
În filmul 5ive Girls din 2006, mai multe personaje sunt posedate de un spirit demonic numit Legiune.
În seria de filme Paranormal Activity, mai multe personaje sunt posedat de un spirit demonic numit Toby. În prima parte, Katie este posedată și îl ucide pe iubitul său, Micah. Kristi (sora lui Katie) este posedată și este exorcizată cu succes de către soțul ei, Daniel, dar ambii sunt uciși de către posedata Katie care le răpește apoi fiul, Hunter, în Paranormal Activity 2. Toby preia controlul asupra lui Katie spre sfârșitul filmului Paranormal Activity 3. Katie reapare și demonul este încă în ea chiar și în Paranormal Activity 4.
Posedarea demonică este una dintre cele mai importante teme a seriei de film Evil Dead.